# Ковале (Мазовецьке воєводство)
Ковале (пол. Kowale) — село в Польщі, у гміні Бабошево Плонського повіту Мазовецького воєводства.
Населення — 113 осіб (2011).
У 1975-1998 роках село належало до Цехановського воєводства.

## Демографія
Демографічна структура станом на 31 березня 2011 року:
|          | Загалом | Допрацездатний вік | Працездатний вік | Постпрацездатний вік |
| -------- | ------- | ------------------ | ---------------- | -------------------- |
| Чоловіки | 58      | 15                 | 37               | 6                    |
| Жінки    | 55      | 14                 | 27               | 14                   |
| Разом    | 113     | 29                 | 64               | 20                   |